# پایگاه هوایی پالماخیم
 پایگاه هوایی پالماخیم (به انگلیسی: Palmachim Airbase) یک فرودگاه نظامی است که یک باند فرود آسفالت دارد و طول باند آن ۲۴۰۳ متر است. این فرودگاه در کشور اسرائیل قرار دارد و در ارتفاع ۱۰ متری از سطح دریا واقع شده است. ستاد فرماندهی بال هفتم هوایی و اسکادران ۱۶۶ در این پایگاه مستقر است.